# Žlezni mešiček
Žlezni mešički ali pankreasni acinusi tvorijo eksokrini del trebušne slinavke (pankreasa). Sestavljeni so iz 40-50 acinarnih celic, ki dajejo ovalno ali okroglo obliko acinusov, ter 3-4 centroacinarnih celic, ki obdajajo svetlino oz. lumen acinusov. Eksokrini del organa tvori dnevno okoli 1.200 ml pankreatičnega soka, ki se preko pankreasnega ali Santorinijevega voda (ductus pancreaticus) izloča v dvanajstnik.

## Acinarne celice
Acinarne celice so piramidno ali izoprizmatsko oblikovane celice z vrhom (apeksom) obrnjenim proti svetlini. Citoplazma je bazofilna zaradi visoke koncentracije ribonukleoproteinov v gladkem endoplazemskem retikulumu. V vrhnjem (apikalnem) delu so prisotna sekretorna ali zimogena zrnca, v katerih so predstopnje (prekurzorji) prebavnih encimov. Med sabo so povezane s tesnimi stiki ali priležnimi stiki.
Na bazalni membrani so prisotni receptorji za hormona holecistokinin in gastrin ter živčni prenašalec (nevrotransmiter) acetilholin, ki se sprošča iz postganglionarnih parasimpatičnih živčnih vlaken. Le-ti stimulirajo izločanje prebavnih encimov iz acinarnih celic. Celice izločajo v glavnem neaktivne oblike treh proteaz, tj. tripsin, kimotripsin in pankreatično elastazo, ter pankreatično lipazo in amilazo, fosfolipazo A2, lizofosfolipazo in holesterol esterazo. Vsi encimi razen amilaze so uporabni tudi pri diagnosticiranju tumorjev.

## Centroacinarne celice
Centroacinarne celice imajo bledo eozinofilno obarvano citoplazmo z maloštevilnimi organeli. Jedro je ovalno in centralno ležeče. Med sabo so povezane z interdigitacijami, z acinarnimi celicami pa s presledkovnimi stiki.
Skupaj z acinarnimi celicami obdajajo t. i. intraacinarni vstavek oz. intraacinarni del interkalarnega voda, v svetlino katerega izločajo celice svoje produkte. Centroacinarne celice izločajo alkalno raztopino, bogato z bikarbonatom (HCO3-), ki nevtralizira kisli želodčni sok v dvanajstniku. Izločanje spodbuja sekretin.